# Naturschutzgebiet Diemelsee

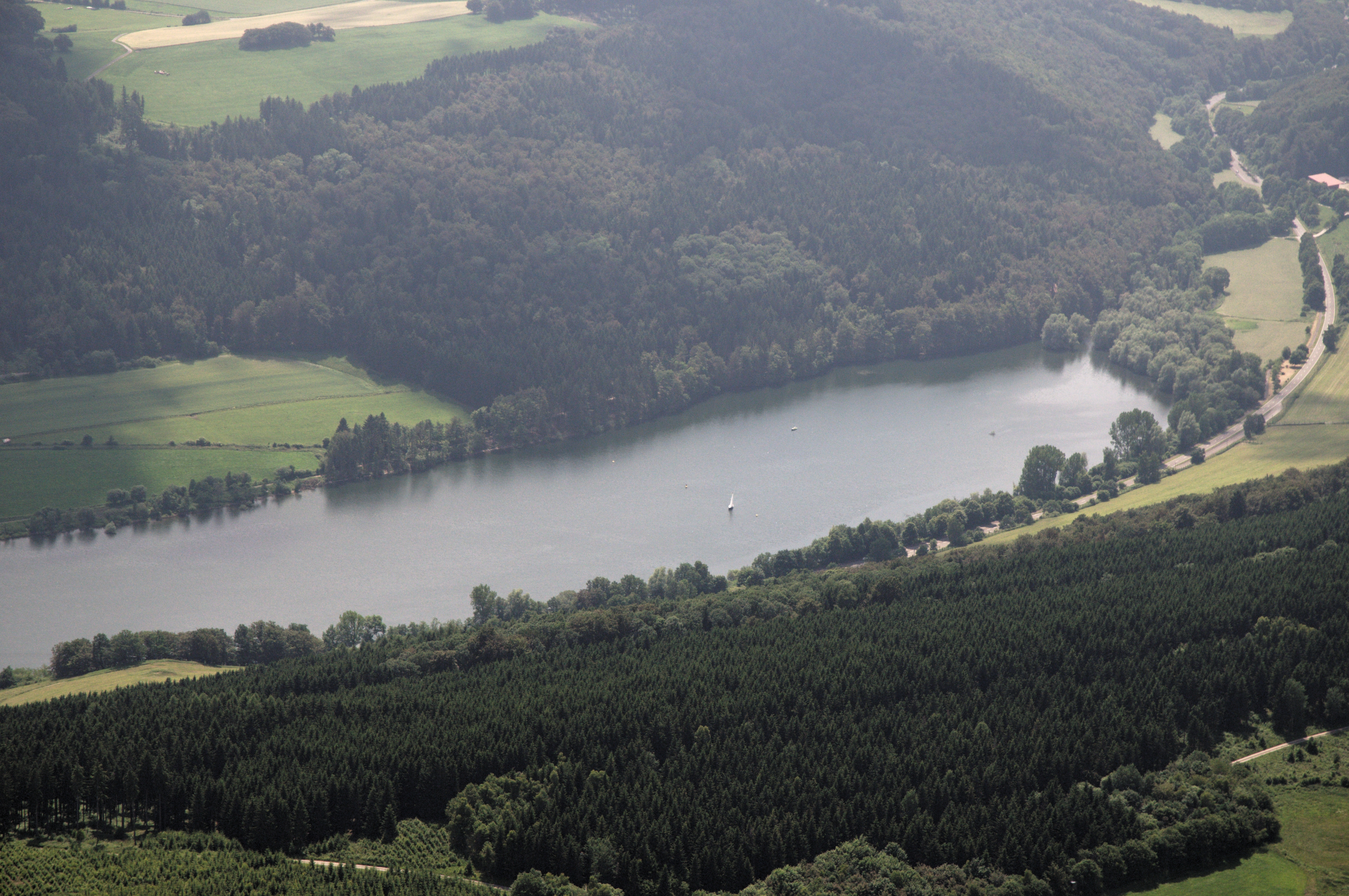
Naturschutzgebiet Diemelsee im rechten Bildbereich

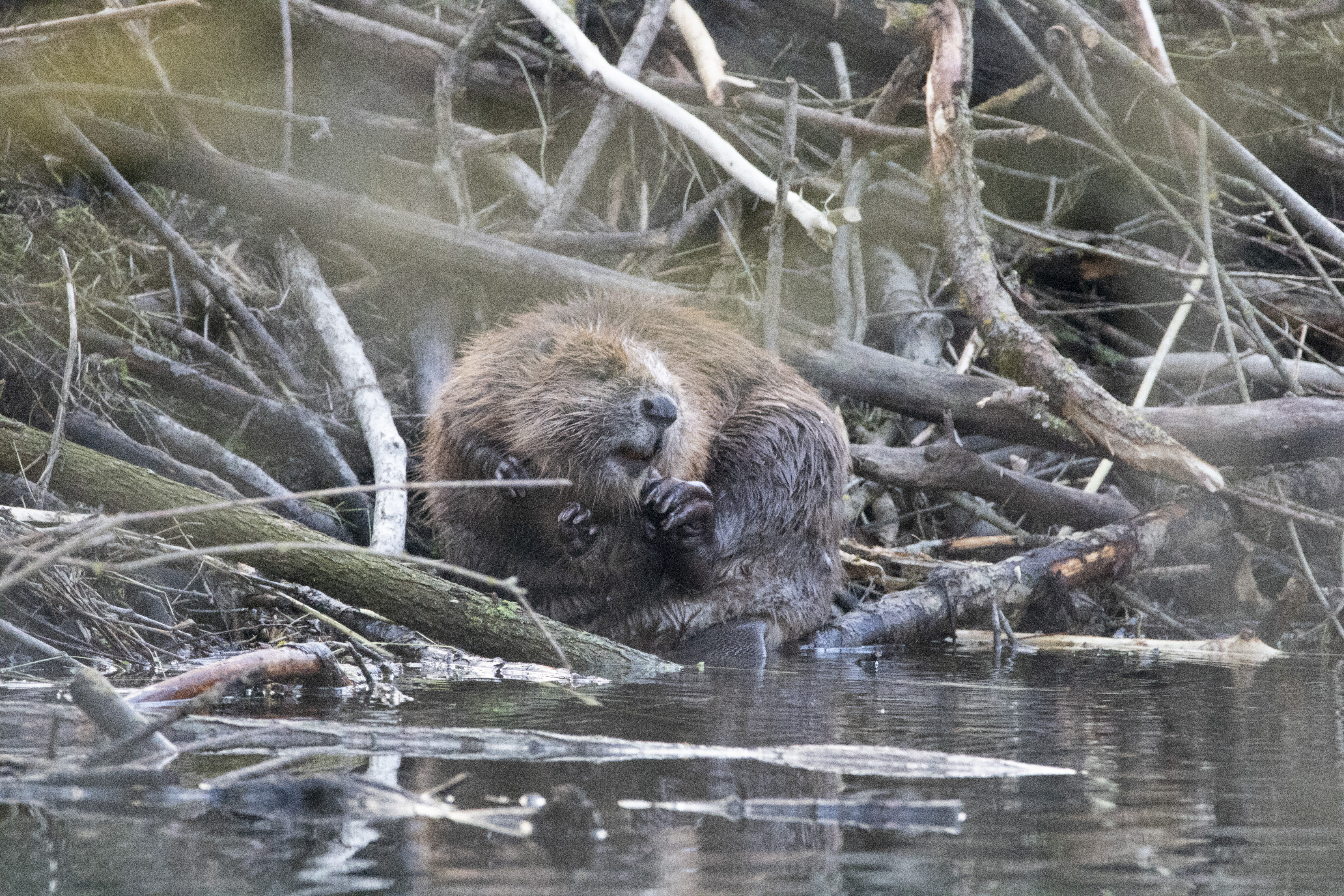
Biber an der Itter

Das Naturschutzgebiet Diemelsee mit einer Größe von 18,70 ha liegt im Gemeindegebiet von Diemelsee im Landkreis Waldeck-Frankenberg. Das Naturschutzgebiet (NSG) wurde 1965 wegen seiner Bedeutung für die Vogelwelt ausgewiesen. 1982 erfolgte eine erneute Ausweisung als NSG. Am Nordrand des NSG verläuft die Landesstraße L 393. Das NSG liegt innerhalb des Naturparks Diemelsee.

## Gebietsbeschreibung
Das Naturschutzgebiet liegt am westlichen Zipfel des Itterarms bzw. Westarms des Diemelsee. Dort fließt die Itter in den Stausee. Trotz des Namens nimmt der Seebereich nur ca. ein Viertel des NSG ein. Bei niedrigem Wasserstand im Sommer sind trockenfallende Bereichen von Pionierfluren geprägt. Bei den Pionierfluren handelt es sich um so genannte Schlammlingsfluren und Zweizahn-Gesellschaften. Im Uferbereich befindet sich Rohrglanzgras-Röhricht und dichte Weidengebüsche. Entlang der Itter finden sich Bereiche mit bruchwaldähnlichen Strukturen.

## Schutzzweck
Laut Naturschutzgebiets-Ausweisung wurde das Gebiet wegen seiner Bedeutung für die Vogelwelt zum Naturschutzgebiet ausgewiesen. Wie bei allen Naturschutzgebieten in Deutschland wurde in der Schutzausweisung darauf hingewiesen, dass das Gebiet „wegen der Seltenheit, besonderen Eigenart und Schönheit des Gebietes“ zum Naturschutzgebiet wurde.